# Ochey
Ochey je francouzská obec v departementu Meurthe-et-Moselle v regionu Grand Est. V roce 2013 zde žilo 520 obyvatel.

## Poloha
Sousední obce jsou: Allain, Bicqueley, Crézilles, Moutrot, Sexey-aux-Forges, Thuilley-aux-Groseilles a Viterne.

## Vývoj počtu obyvatel
Počet obyvatel